# Горња Ловница (Жепче)
Горња Ловница је насељено мјесто у општини Жепче, Босна и Херцеговина.

## Историја
Горња Ловница је до 2001. била у саставу општине Завидовићи.

## Становништво
|             | 2013.        | 1991.        | 1981.        | 1971.        |
| Укупно      | 473 (100,0%) | 721 (100,0%) | 602 (100,0%) | 464 (100,0%) |
| Хрвати      | 469 (99,15%) | 710 (98,47%) | 601 (99,83%) | 463 (99,78%) |
| Непознато   | 3 (0,634%)   | –            | –            | –            |
| Срби        | 1 (0,211%)   | 6 (0,832%)   | –            | –            |
| Југословени | –            | 4 (0,555%)   | –            | –            |
| Остали      | –            | 1 (0,139%)   | –            | –            |
| Бошњаци     | –            | –            | 1 (0,166%)1  | 1 (0,216%)1  |

1. 1 На пописима од 1971. до 1991. Бошњаци су пописивани углавном као Муслимани.